# Карагіє
Карагіє, Каракія, також Батир (каз. Қарақия ойпаты, Батыр) — западина на півострові Мангишлак (Мангистауська область), між східним узбережжям Каспійського моря (на заході) і плато Мангистау (на сході), приблизно за 50 км на південний схід від міста Актау (Шевченко). Найглибша суха западина в Казахстані і одна із найглибших в Азії (132 м нижче рівня моря).

## Назва
Вважається, що назва западини походить від тюркського слова Каракія, де кара — «чорний», а кія — «крутий косогір», що досить точно описує характер крутих схилів западини. За іншою версією назва в перекладі означає «чорна паща». Інша назва западини — Батир — походить від тюркського слова батир, що в перекладі означає «богатир», «бахадур», «силач» і пов'язана із назвою однойменного озера.

## Характеристика
Западина має обриси неправильного видовженого овалу із фестончатими виступами, і простяглася з північного заходу на південний схід. Довжина западини становить 40 км (за іншими даними 85 км), ширина — від 10 до 25 км.
Утворення западини пов'язують із процесом вилуговування солених порід, із просідаючими і карстовими процесами, що мали місце на узбережжі Каспійського моря. В основі карсту лежить процес розмивання і розчинення порід підземними природними водами. Підземна вода, просочуючись до низів наявних у вапняках, доломітах і гіпсах тріщин, поступово розчиняла гірські породи, розширювала ці тріщини, утворюючи глибокі й вузькі прірви. Стіни й ложе таких заглиблень, розширювалися, створювали величезні вирви й печери. У міру розширення печер їх стеля і стіни обвалювалися під вагою верхніх шарів ґрунту. Цей процес безперервно повторювався і був направлений у глиб землі, де ще залягали соленосні і вапнякові породи. У результаті утворилися величезні пустоти, які заповнювалися подрібненою породою; виникали провали, сліпі долини, ніші та гроти, балки, порожнини, ходи, природні колодязі. Процеси ці не припинилися і нині, про це у западині свідчать зовсім недавні обриви й уступи, розчленовані широкими й глибокими ущелинами, ярами та балками.
На дні западини знаходиться озеро Батир, рівень води та площа якого дуже мінливі й залежать від кількості опадів і пори року. Коли озеро пересихає, дно западини покривається солончаками.

## Фауна і флора
Западину населяють муфлони, корсаки, змії, зайці і стерв'ятники. Це єдине місце в межах плато Мангистау, де ростуть їстівні гриби.